# Реактив Толленса

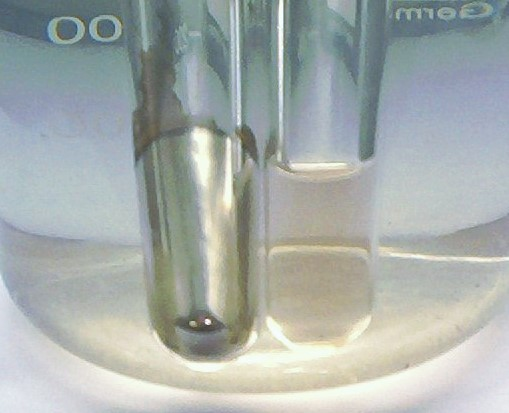
Проба з реагентом Толленса. Ліворуч — позитивна проба (реакція з альдегідом), праворуч — негативна проба (реакція з кетоном)

Реакти́в То́лленса — хімічний реагент, водний розчин комплексного катіона [Ag(NH3)2]+, запропонований Бернардом Толленсом у 1881 році. Використовується для визначення відновників: альдегідів, деяких вуглеводнів (зокрема, глюкози), оксикарбонових кислот, поліоксифенолів, алкіл- та арилгідроксиламінів тощо.

## Отримання
Готується безпосередньо перед застосуванням з розчинів AgNO3, NaOH і NH4OH.
Розчиняють 1 г AgNO3 у 10 мл води, розчин зберігається в темноті. Перед використанням невелику кількість цього розчину змішують в рівних пропорціях з розчином 1 г NaOH у 10 мл води.
{\displaystyle {\ce {2AgNO3 + 2NaOH -> Ag2O + 2NaNO3 + H2O}}}
Осад, що випав, розчиняють обережно додаючи концентрований розчин NH4OH.
{\displaystyle {\ce {Ag2O + 4NH3*H2O -> 2[Ag(NH3)2]OH + 3H2O}}}

## Застосування
Взаємодія з відновниками є поширеною якісною реакцією — так званою «реакцією срібного дзеркала», оскільки в результаті реакції на внутрішній стінці реакційної ємності виділяється металеве срібло.
Реакція водного розчину солі з алкінами є якісною реакцією на алкіни. В результаті утворюється білий осад ацетиленіду срібла.

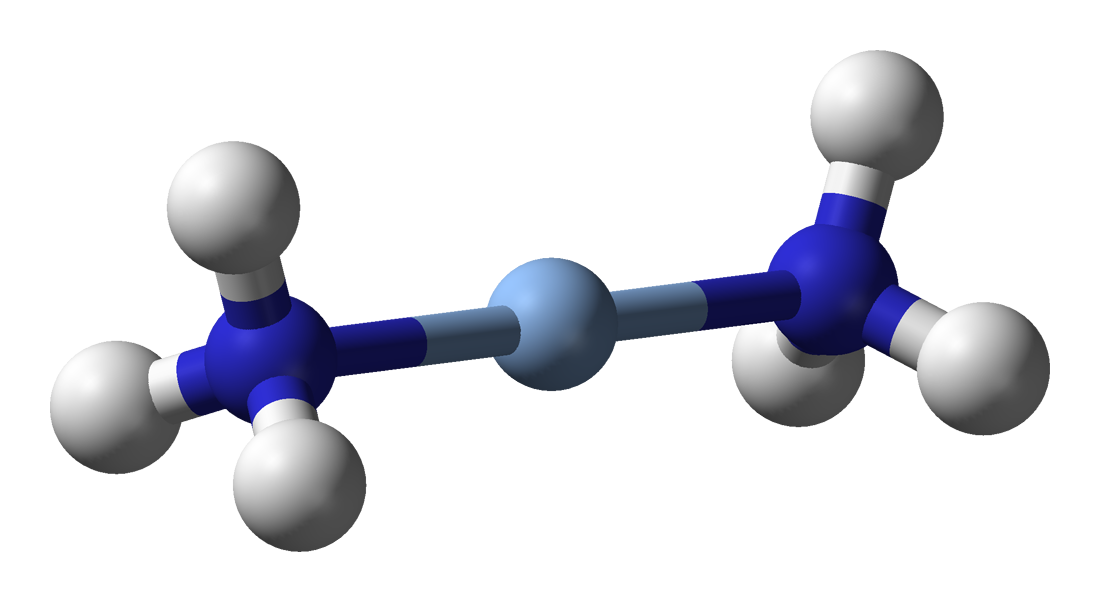
Модель катіона диаміноаргентуму(І)